# Румелія (Болгарія)
Руме́лія (болг. Румелия) — село в Хасковській області Болгарії. Входить до складу общини Маджарово.

## Населення
За даними перепису населення 2011 року у селі проживали 18 осіб.
Розподіл населення за віком у 2011 році:
Динаміка населення: